# 格里马尔迪
格里马尔迪（義大利語：Grimaldi），是意大利科森扎省的一个市镇。总面积24.39平方公里，人口1803人，人口密度73.9人/平方公里（2009年）。ISTAT代码为078059。